# Jerzy Skolimowski (regisseur)

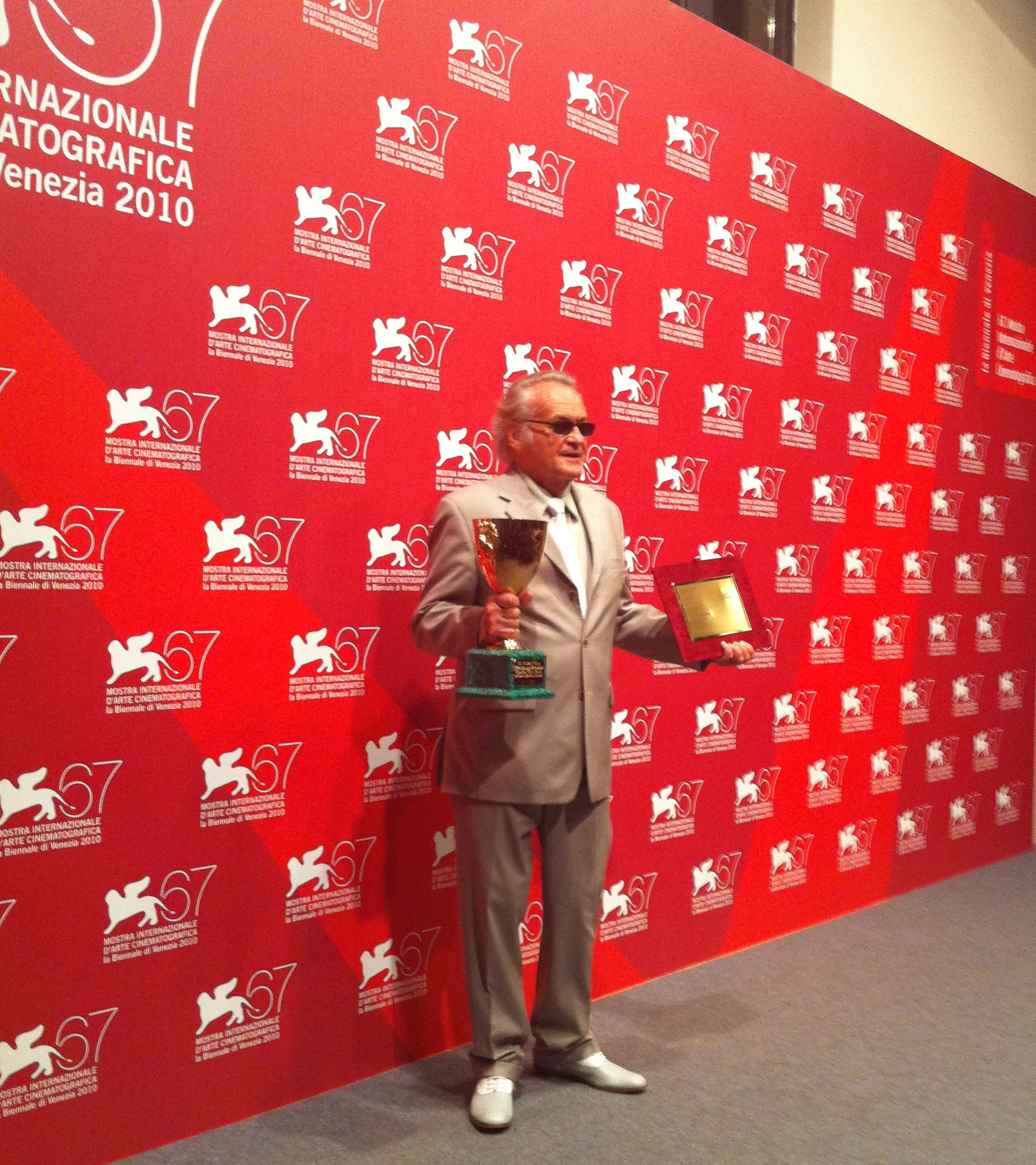
Jerzy Skolimowski ontvangt de speciale juryprijs en de Volpi Cup op het Filmfestival van Venetië in 2010 voor de film Essential Killing

Jerzy Skolimowski (Łódź, 5 mei 1938) is een Poolse filmregisseur, acteur, scenarioschrijver, dichter en kunstschilder.

## Biografie
Zijn vader was verzetsman en werd door de nazi's vermoord. Zijn moeder werd na de oorlog attaché in Praag en daar deed Skolimowski gymnasium met Miloš Forman en Václav Havel. Daarna studeerde hij Polonistiek en etnografie aan de Universiteit van Warschau.
In 1957 werden zijn gedichten gepubliceerd in het tijdschrift Nowa Kultura. Hij was medescenarioschrijver voor De onschuldige verleiders uit 1960 en Mes in het water uit 1962. In 1963 studeerde hij af aan de Nationale Filmschool in Łódź. In 1964 debuteerde hij als regisseur.
Skolimowski's film Le Départ was in 1967 de Belgische inzending voor de Academy Award. Hij vertrok uit Polen in 1969 en ging films maken in Engeland, Italië en Hollywood. Hij keerde terug naar Polen en maakte daar Ferdydurke (30 Door Key) in 1991. Daarna ging hij aan de slag als kunstschilder en maakte pas in 2008 weer twee films. In 2010 maakte hij Essential Killing met Vincent Gallo en Emmanuelle Seigner.
Als acteur speelde Skolimowski niet alleen rollen in zijn eigen films, maar ook onder andere de rol van doctor Zeigler in Mars Attacks!, professor in Before Night Falls, minister in L.A. Without a Map van regisseur Mika Kaurismäki en een rol in David Cronenbergs Eastern Promises. Hij speelt de rol van koning Jan III Sobieski in de film September Eleven 1683, die gefilmd wordt vanaf mei 2012.
Skolimowski ontving tien filmprijzen waaronder Gouden Beer en nominaties voor Gouden Leeuw en Gouden Palm en was jurylid in Cannes (1987), San Sebastian (1998) en Venetië (2000 en 2001). Hij ontving in 2011 een commandeurskruis in de Orde Polonia Restituta.
Skolimowski trouwde tweemaal. Zijn eerste vrouw was actrice Elżbieta Czyżewska, die speelde in Skolimowski's films Rysopis en Walkower. Zijn tweede vrouw, de actrice Joanna Szczerbic, speelde in Skolimowski's film Ręce do góry.

## Filmografie

### Regisseur
- 1964 – Rysopis
- 1965 – Walkower
- 1966 – Bariera
- 1967 – Le Départ
- 1968 – Dialog 20-40-60
- 1968 – The Adventures of Gerard
- 1970 – Deep End
- 1971 – King, Queen, Knave
- 1978 – The Shout
- 1981 – Ręce do góry (Hands Up!)
- 1982 – Moonlighting
- 1984 – Success Is the Best Revenge
- 1985 – The Lightship
- 1989 – Torrents of Spring
- 1991 – Ferdydurke
- 2008 – Cztery noce z Anną
- 2010 – Essential Killing
- 2015 - 11 minut
- 2022 - EO

### Scenarioschrijver
- 1960 – Niewinni czarodzieje
- 1961 – Nóż w wodzie
- 1972 – Poślizg

### Acteur
- 1960 – Niewinni czarodzieje
- 1964 – Rysopis – Andrzej Leszczyc
- 1965 – Sposób bycia – Leopold
- 1965 – Walkower – Andrzej Leszczyc
- 1972 – Poślizg
- 1981 – Die Fälschung – Hoffmann
- 1981 – Ręce do góry – Andrzej Leszczyc
- 1985 – White Nights – Kolonel Chaiko
- 1987 – Big Shots
- 1996 – Mars Attacks! – Zeigler
- 1998 – L.A. Without a Map
- 1999 – Operacja Samum
- 2000 – Before Night Falls
- 2007 – Eastern Promises – Stiepan
- 2012 – The Avengers – Georgi Luchkov

- Bibsys: 6053759
- Biblioteca Nacional de España: XX1321044
- Bibliothèque nationale de France: cb13899838w (data)
- Catàleg d'autoritats de noms i títols de Catalunya: 981058517113406706
- CiNii: DA08656662
- Gemeinsame Normdatei: 122966600
- International Standard Name Identifier: 0000 0001 2145 7585
- Library of Congress Control Number: n86041326
- Bibliotheek van het Japanse parlement: 01203257
- Nationale Bibliotheek van Tsjechië: jo2008419400
- Nationale Bibliotheek van Israël: 987007513297205171
- Nationale Bibliotheek van Polen: a0000001790132
- Nederlandse Thesaurus van Auteursnamen: 073392324
- SNAC: w67m1czp
- Système universitaire de documentation: 083188746
- Virtual International Authority File: 101702370
- WorldCat: E39PBJjHcTR4xxqMkc69bF384q